# 聖なる怪物たち
『聖なる怪物たち』（せいなるかいぶつたち）は、河原れんによる日本の医療ミステリー小説。2011年5月10日に幻冬舎から単行本が刊行され、2011年12月26日に文庫本が刊行された。
2012年にテレビ朝日系でテレビドラマ化された。

## あらすじ
飛び込み出産の妊婦を帝王切開したが、亡くなってしまう。これが全ての始まりだった。

## 登場人物
司馬 健吾
新人外科医。商店街の一隅にある理髪店を経営する両親が倹約して医大に進むことができた。ある夜、飛び込み出産の妊婦に帝王切開手術を施すが、その甲斐なく亡くなってしまう。
春日井 優佳
看護師長。5歳の息子がいるシングルマザー。
平井 瑤子
看護師。健吾と同棲している恋人。患者からの袖の下を着服する。
大久保 志郎
経営難に苦しむ病院長。
有馬 三恵
飛び込み出産の妊婦。33歳。帝王切開により未熟児を出産するが、自身は亡くなってしまう。JR (a-)という稀な血液型の持ち主。
日向 圭子
日向育英会の取締役。優佳の妹。不妊症に悩み、元同僚の三恵に代理出産を依頼する。
日向 敏雄
圭子の夫。日向育英会の理事長。長男が16歳になるのを待って妻と離婚し、圭子と再婚した。
竹内 悠
医大病院の麻酔科医。健吾の同期。
糸川
胆のう癌で入院していた70代の患者。

## テレビドラマ
2012年1月19日から3月8日まで毎週木曜日21時 - 21時54分 に、テレビ朝日系の「木曜ドラマ」枠で放送された。主演は岡田将生。

### キャスト

#### 大久保記念病院
司馬 健吾〈28〉
演 - 岡田将生
新人外科医。カット1880円の床屋の息子で、父親がはさみ一本で医大に行かせてくれた。母親は自分を産んですぐに他界している。上司に媚びることが苦手な性格から、慶林大学病院から系列一の貧乏病院、大久保記念病院に異動を命じられる。技量不足で執刀したことがない手術をすることに躊躇うが、患者を助けるため実直に目の前の命と向き合っていく。正義感と使命感にあふれる純粋な男性である。
春日井 優佳〈35〉
演 - 中谷美紀（少女期：葵わかな）
若く有能な看護師長。13歳で父をその2年後に母を亡くし、妹の圭子と共に施設で育つ。看護師の給料で圭子の大学費用を捻出する。妹が高校生の頃に好きな人との間に子供を宿したが、仕事が面白くなってきた頃で、中絶手術を選択し、子宮を失う。愛する人との子供を産みたいのに生めない妹の為、極秘の代理出産に協力する。賢い女性で、看護師業務に関してはベテランで正義感にあふれるものの、妹の強い要望にはなんでもするところがある。
平井 瑶子〈25〉
演 - 大政絢
看護師。以前は慶林大学病院に勤めていた。誰にでも優しい性格だが、実の兄にお金を要求され困り果て、患者を騙しお金を搾取している。健吾が赴任した時に一目ぼれし、積極的にアプローチを仕掛けていく。CDを上げたお礼で健吾に食事へ誘われた後告白し、現在交際中である。
佐藤 久美
演 - 富永沙織
看護師。
糸川 要次郎〈50〉
演 - 渡辺いっけい
入院患者。病院内の様々な情報に通じている。命に関わる病気が見つかる。今まで他人を信用しない生き方をしてきたが、病気と真剣に向き合ってくれる健吾に心を動かされ、手術する決意を固める。
水原 良二〈42〉
演 - 勝村政信
外科医。「早くしないと死んじゃうよ」が口癖である。
茂田 尚
演 - 伊藤正之
産婦人科医。困窮している病院の現状を改善するよう院長に詰め寄る。
大久保 志郎〈60〉
演 - 小日向文世
院長。前院長の父親は産婦人科一つから総合病院に成長させたが、現在は経営難に喘いでいる。

#### 日向財閥
日向 圭子〈27〉
演 - 加藤あい（幼少期：飯島緋梨）
優佳の妹。聖応育英会副理事長、大学では幼児教育を学ぶ。挙式当日に流産し子宮摘出手術を受けるが、敏雄との子どもを望む気持ちを抑えられず、三恵に代理母出産を依頼する。
日向 敏雄〈35〉
演 - 長谷川博己
圭子の夫、聖応育英会理事長。教育者として周囲から尊敬を集める人格者。妻の圭子にも優しく接するが、圭子に言えない秘密を抱えている。
日向 慶〈0〉
演 - 尾藤陽太 / 松尾侑羽海
敏雄と圭子の間に産まれた子供とされる赤子。（実は篤志と三恵の間に産まれた子供。）
有馬 三恵〈25〉
演 - 鈴木杏
聖応幼稚園教諭。天真爛漫な明るい性格である。ボンベイ型という珍しい血液型。日向夫妻の代理母出産の申し出を受ける。
野口 鞠子
演 - 藤吉久美子
聖応幼稚園園長。流産してから圭子の心のバランスが崩れてきているのではないかと心配する。
森宮 希実代
演 - 森脇英理子
敏雄の前妻、聖応育英会役員。敏雄との間に長男をもうけている。
森宮 昭輔
演 - 加部亜門
敏雄と希実代の間に産まれた子供。
日向 重敏
演 - 浜田晃
敏雄の父親、日向財閥会長。
日向 華江〈62〉
演 - 山本陽子（特別出演）
敏雄の母親。政財界にも名を馳せる日向家当主の妻として気位高く生きてきた。敏雄の新しい妻となった圭子に、日向家の嫁として恥ずかしくない振る舞いをするよう厳しさをもって接する。流産し気落ちする圭子に「前妻との子がいるから跡継ぎの心配はしなくて良い」と言い放つ。

#### その他
司馬 宗吾〈58〉
演 - 平田満
健吾の父親。シバ理髪店店主。妻（写真：佐々木希）は健吾の出産時に亡くなり、男手一つで健吾を育ててきた。
竹内 悠
演 - 南圭介
健吾の同期で、慶林大学病院外科医。瑶子の元恋人。
塩野 順三郎
演 - 山田明郷
慶林大学病院外科病棟教授。健吾を系列病院に派遣する。
村澤 信吾
演 - 和田聰宏
敏雄の同期で、村澤婦人科医クリニック院長。法で禁じられている代理母出産の協力をする見返りに研究費用を敏雄に要求する。
平井 邦夫
演 - 長谷川朝晴
瑶子の兄で、警視庁西八王子警察署 巡査部長。瑶子に金を無心する。
本間 篤志
演 - 田中哲司
三恵の恋人で、銚子市中央市役所生涯学習部学務課。視察で訪れた幼稚園で三恵と出会い、彼女と不倫の関係にあった。

#### 患者
太田 由紀
演 - 西慶子（第1話）
大久保記念病院の内科を受診していた息子・智樹（有永雅久）が医者の誤診により病状が悪化し、健吾の緊急手術で命を救われるが、息子の手術後直ぐに治療費を払わず病院から失踪する。
内海 弘江
演 - 朝加真由美（第2話）
煙草の吸いすぎで唄えなくなった元シャンソン歌手。原因不明の腹痛に悩まされ、明確な病名が診断されず慶林大学病院から大久保記念病院に回されてくる。
木嶋 美保
演 - 佐藤仁美（第3話）
妊娠中に大きな病気が見つかり母体優先を選択すれば胎児を諦めなければならない。念願だった子供を授かり、自らの命が助からなくても子供を産みたいと考え苦悩する。
友野 月花
演 - 百山月花（第6話）
春日井 優佳〈35〉 中谷美紀が担当する患者。不妊治療の末無事懐妊、出産。実は春日井の勧めで治療を休止し自然妊娠。それを春日井はよく思わないという背景がある。

### スタッフ
- 原作 - 河原れん「聖なる怪物たち」（幻冬舎文庫）
- 脚本 - 荒井修子、高山直也
- 音楽 - 沢田完
- 演出 - 藤田明二、落合正幸、常廣丈太
- 主題歌 - キャサリン・ジェンキンス「アヴェ・マリア（シューベルト）」 （ワーナーミュージック・ジャパン）
- ゼネラルプロデューサー - 内山聖子
- プロデューサー - 船津浩一、霜田一寿、池田禎子
- 制作協力 - ザ・ワークス
- 制作 - テレビ朝日

### 放送日程
| 各話                                                      | 放送日        | サブタイトル                        | 脚本     | 演出     | 視聴率 |
| --------------------------------------------------------- | ------------- | ----------------------------------- | -------- | -------- | ------ |
| 第1話                                                     | 2012年1月19日 | 嵐の夜の緊急オペ!! 外科医VS欲望の女 | 荒井修子 | 藤田明二 | 10.8%  |
| 第2話                                                     | 2012年1月26日 | 母親のお腹を盗む女                  | 荒井修子 | 藤田明二 | 07.9%  |
| 第3話                                                     | 2012年2月02日 | 私の赤ちゃんを返して!               | 高山直也 | 落合正幸 | 06.9%  |
| 第4話                                                     | 2012年2月09日 | 誘拐逃げる女と追う女!!              | 荒井修子 | 落合正幸 | 05.6%  |
| 第5話                                                     | 2012年2月16日 | 緊急オペの真実!! 医療ミスか殺人か!? | 高山直也 | 常廣丈太 | 07.0%  |
| 第6話                                                     | 2012年2月23日 | 真相暴かれた完全犯罪!!              | 荒井修子 | 常廣丈太 | 07.7%  |
| 第7話                                                     | 2012年3月01日 | 殺したのは…あなただ!!               | 高山直也 | 落合正幸 | 06.8%  |
| 最終話                                                    | 2012年3月08日 | 衝撃の最終回!! 犯人の命を救え       | 荒井修子 | 藤田明二 | 08.6%  |
| 平均視聴率 7.8%（視聴率は関東地区・ビデオリサーチ社調べ） |               |                                     |          |          |        |

| テレビ朝日系 木曜ドラマ                              | テレビ朝日系 木曜ドラマ                   | テレビ朝日系 木曜ドラマ             |
| 前番組                                               | 番組名                                    | 次番組                              |
| ---------------------------------------------------- | ----------------------------------------- | ----------------------------------- |
| DOCTORS 〜最強の名医〜 （2011年10月27日 - 12月15日） | 聖なる怪物たち （2012年1月19日 - 3月8日） | Wの悲劇 （2012年4月26日 - 6月14日） |